# Randy Piper

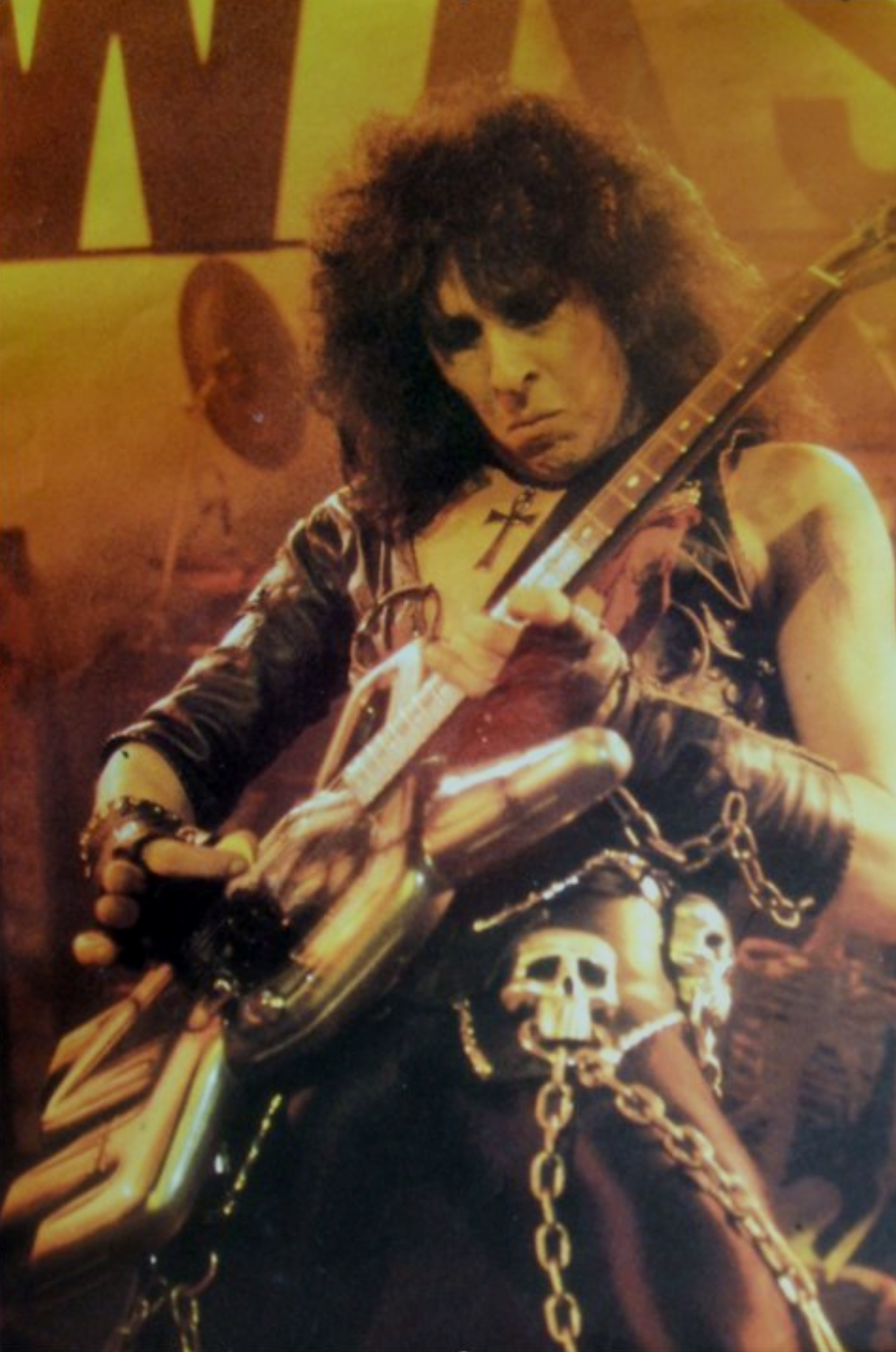
Randy Piper, 1982

William Randall „Randy“ Piper (* 13. April 1953 in San Antonio, Texas) ist ein amerikanischer Musiker, der in den 1980er Jahren als Gitarrist der Heavy-Metal-Band W.A.S.P. bekannt wurde.

## Biographie
Als 15-Jähriger zog Piper nach Los Angeles, wo er in mehreren Bands spielte. 1976 lernte Piper Blackie Lawless in Hollywood kennen, mit dem er 1979 die Band Circus Circus gründete. Einer ihrer Songs, 1980’s Ladies wurde später von Kiss aufgenommen und kann auf diversen Bootlegs gefunden werden. Das Ende dieser Band führte 1981 zur Entstehung von W.A.S.P., mit denen Piper 1984 und 1985 zwei Alben aufnahm und tourte. Pipers Markenzeichen waren speziell angefertigte Custom-Gitarren, wie z. B. eine in der Form eines Totenschädels. Nachdem Randy im Frühjahr 1986 W.A.S.P. verlassen hatte, arbeitete er für einige Monate mit Alice Cooper zusammen. 1988 rief Piper dann Animal ins Leben, mit denen er auch heute noch musiziert. Ihr erstes Album erschien 2003. Zwischenzeitlich spielte er noch in einer Band namens King’s Horses. Gerüchte, dass Piper am 12. März 1999 in Schweden bei einem Autounfall ums Leben kam, erwiesen sich als falsch.

## Diskographie

### Alben mit W.A.S.P.
- 1984: W.A.S.P.
- 1985: The Last Command

### Alben mit Animal
- 2003: 900 lb. Steam
- 2006: Violent New Breed
- 2008: Virus